# Michał Grynsztejn
Michał Grynsztejn, także Grynsztain (zm. 2003 w Izraelu) – polsko-izraelski aktor i reżyser teatralny żydowskiego pochodzenia, wieloletni aktor Teatru Żydowskiego w Łodzi, Dolnośląskiego Teatru Żydowskiego we Wrocławiu i Teatru Żydowskiego w Warszawie.
W 1957 wyemigrował do Izraela, gdzie w Teatrze Żydowskim wyreżyserował i opracował wiele żydowskich sztuk teatralnych. Często gościł na deskach teatrów w Stanach Zjednoczonych, Argentynie i krajach europejskich.

## Kariera
| Aktor Teatr Żydowski w Warszawie - 1955: Mirełe Efros Dolnośląski Teatr Żydowski we Wrocławiu - 1955: Młyn - 1953: Meir Ezofowicz Teatr Żydowski w Łodzi - 1953: Dom w getcie - 1953: Mieszczanie - 1952: Glikl Hameln żąda... - 1952: Pan Jowialski - 1951: W noc zimową... - 1951: 200.000 - 1950: Rodzina Blank - 1950: Sen o Goldfadenie - 1949: Mój syn - 1948: Glikl Hameln żąda... |  |  | Reżyser Dolnośląski Teatr Żydowski we Wrocławiu - 1954: Z opowiadań babci Asystent reżysera Teatr Żydowski w Łodzi - 1953: Dom w getcie - 1952: Tragedia optymistyczna |